# Sigtuna rådhus

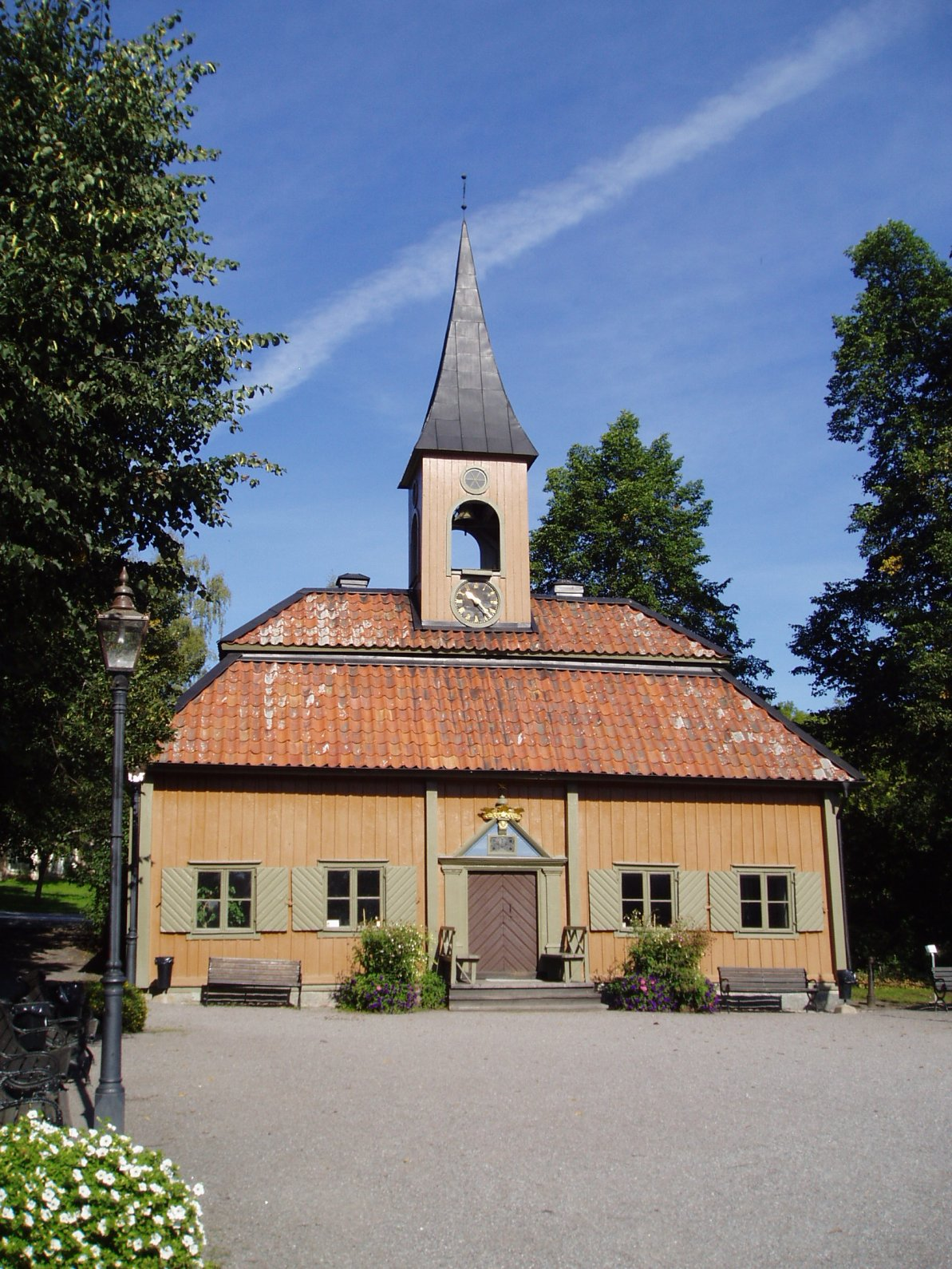
Sigtuna rådhus, kallat Sveriges minsta.

Sigtuna rådhus är beläget vid Stora torget i Sigtuna och är Sveriges minsta bevarade rådhus. Det byggdes på initiativ av borgmästare Eric Kyhlman och invigdes 1744. År 1947 höll rådhusrätten sitt sista sammanträde i rådhuset, som idag är museum och vigsellokal.
Rådhuset byggnadsminnesförklarades 1971.
Sigtuna rådhus från 1700-talet är nu en del av Sigtuna museums verksamhetsområde, liksom Borgmästargården.

## Bildgalleri

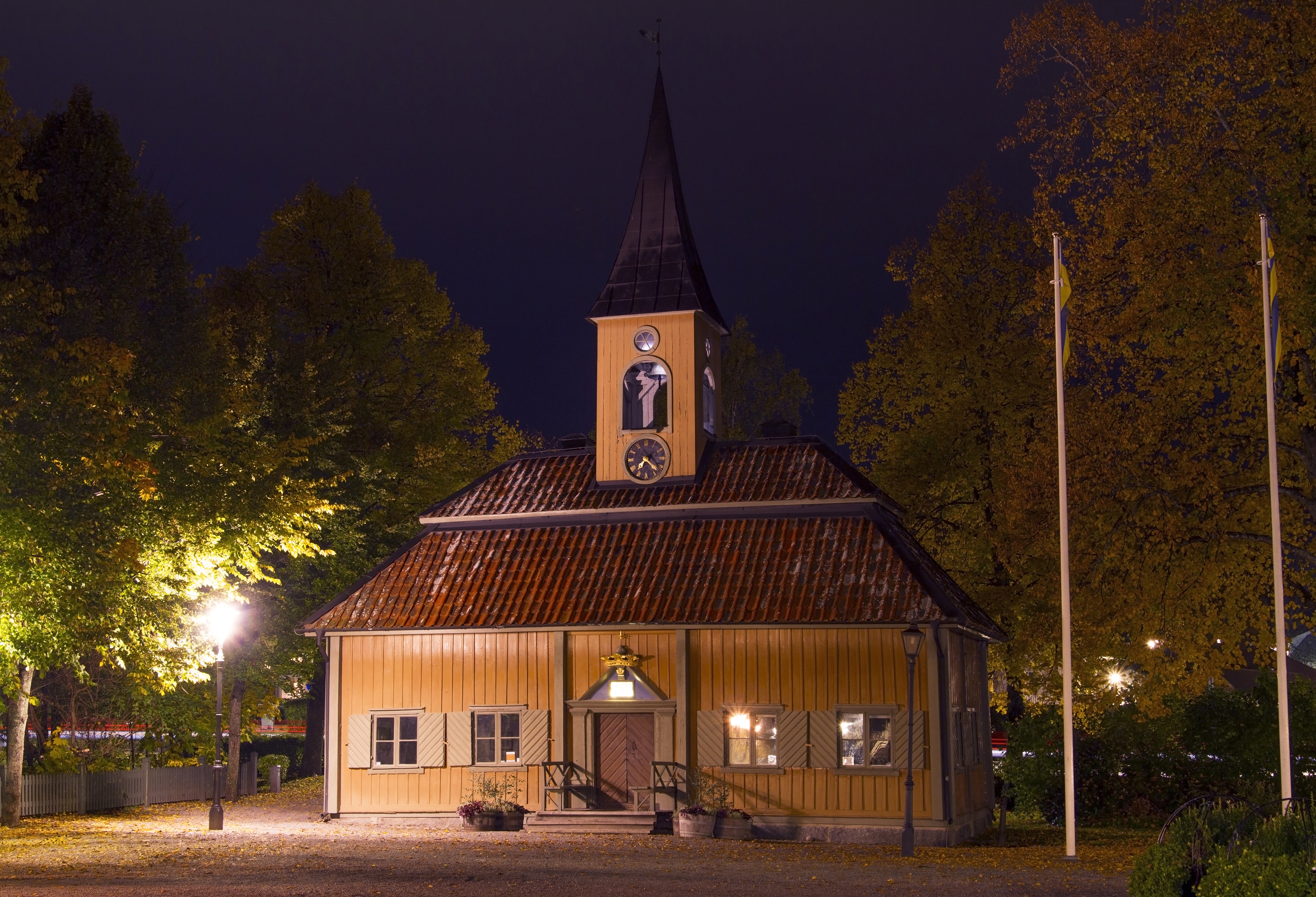
Nattbild
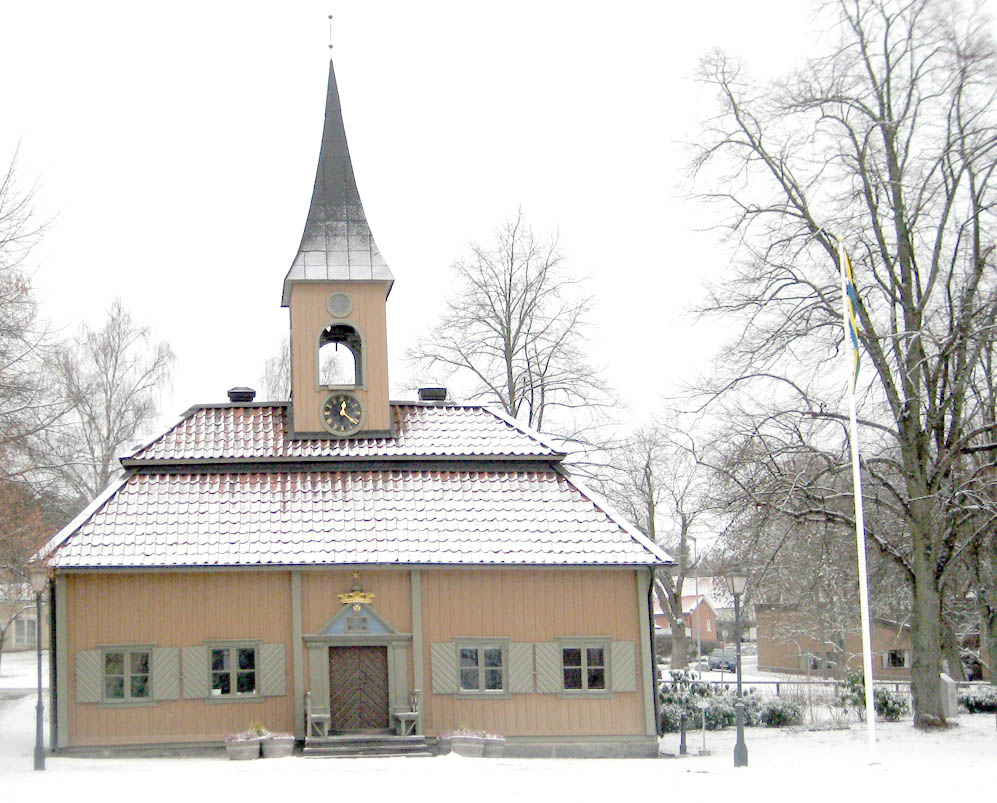
Vinterbild
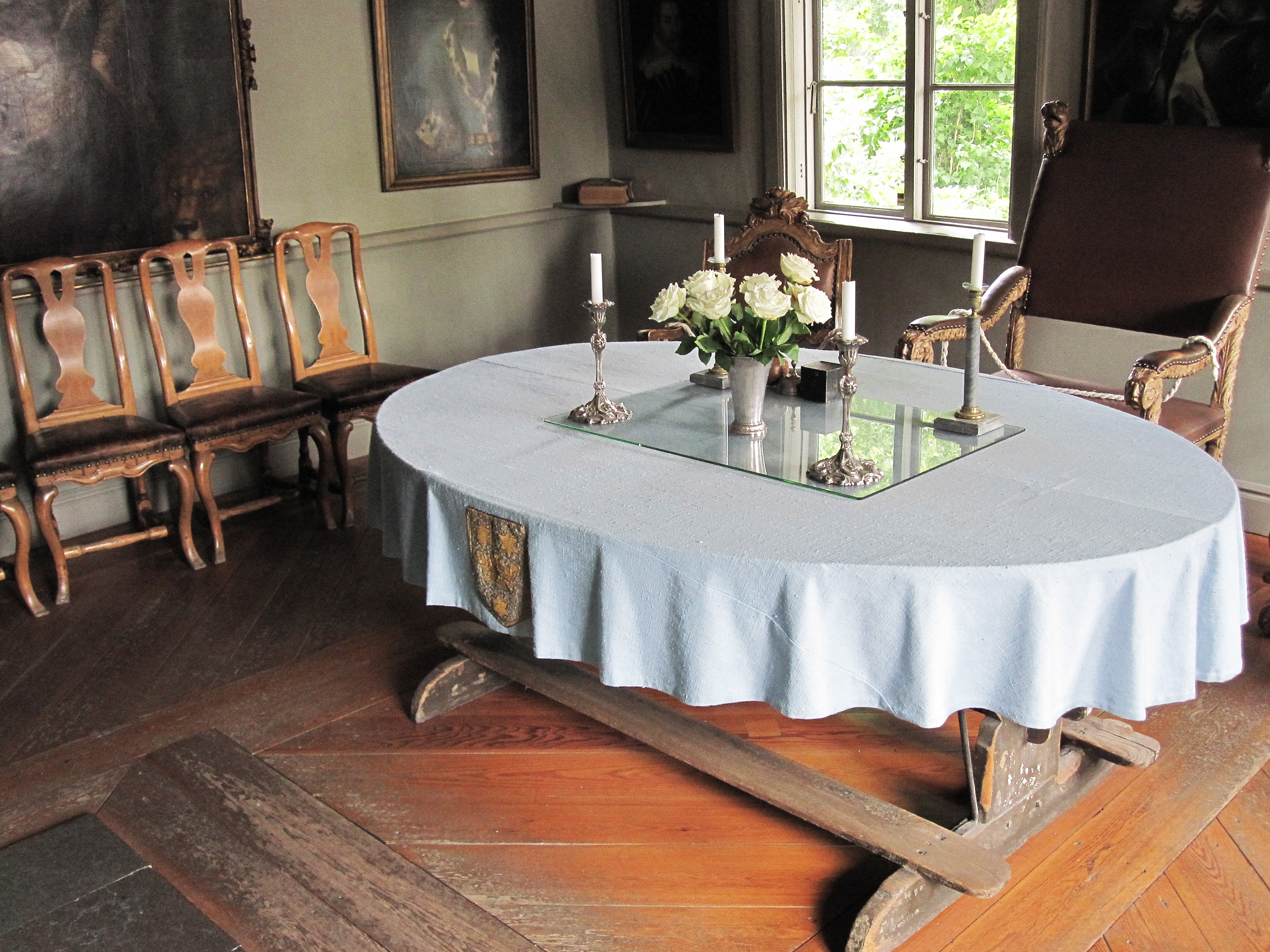
Rådhussalen